# Слава Рабинович
Слава Рабинович (6 травня 1966, Ленінград, Російська РФСР — 5 липня 2022, Ізраїль) — російський та американський фінансист, економіст, аналітик, блогер, керував московським філіалом Diamond Age Capital Advisors.
Народився в сім'ї альтиста Кіровського театру і викладачки російської мови і літератури. Навчався в Ленінградському електротехнічному інституті зв'язку. В 1988, по завершенні навчання, емігрував до США. На шляху до США підробляв в Італії, збираючи фрукти для місцевих фермерів. Через кілька місяців отримав статус біженця і дозвіл на в'їзд до США.
У 1994 році взяв кредит у розмірі 100 000 доларів, на який отримав ступінь магістра бізнес-адміністрування в Stern School of Business at New York University (Школа бізнесу при Нью-Йоркському університеті).
В 1995 року отримав російський паспорт, з цього часу мав подвійне громадянство.
З 2007 року набув популярності як економічний та політичний аналітик, незалежний публіцист та блогер. Був жорстким критиком путінізму. Його інтерв'ю та аналітичні коментарі періодично публікувалися різними ЗМІ, у тому числі «Bloomberg», «Forbes», «Радіо Свобода», «Экономические известия», «Обозреватель», «Гордон», «Ехо Москви», «Дождь», «Republic» та іншими.
22 вересня 2021 року був збитий машиною в Рош-Піні (Ізраїль), отримав важку травму ніг, яка, за словами Леоніда Невзліна, призвела до «катастрофічної втрати якості життя». Помер 5 липня 2022 року.